# Aroldo I di Danimarca
Aroldo Gormsson, detto Dente Azzurro (in lingua norrena Haraldr Gormsson, in danese Harald Blåtand Gormsen; 911 circa – Jomsborg, 1º novembre 987), fu il primo re a unificare il frammentario regno di Danimarca (che allora comprendeva solo la penisola dello Jutland) dal punto di vista sia politico sia religioso.

## Soprannome
Il soprannome Blåtand, che letteralmente significa dente azzurro o dente blu, nasce dall'unione delle due parole danesi blå, cioè blu, e tand, dente. Nel paese dei vichinghi, biondi e dalla carnagione lattea, un uomo scuro di pelle e capelli come Harald poteva apparire con denti di colore blu; altre ipotesi per tale nome sono che il re avesse un dente marcio o fosse ghiotto di mirtilli. La spiegazione più plausibile è che il sovrano, in battaglia, fosse solito colorarsi i denti d'azzurro, così come i suoi soldati. Recenti scavi archeologici in Inghilterra e Svezia hanno portato alla luce ossa di mercenari vichinghi, con alcuni teschi i cui denti erano rigati, probabilmente facendo loro cambiare colore in modo permanente; ciò ha fatto avanzare la teoria che potrebbe trattarsi della stessa tecnica usata dal re. Un'altra ipotesi è quella secondo cui Aroldo aveva un dente più grande e più scuro degli altri, così visibile da creare il suo soprannome (in tedesco Blauzahn).

## Biografia

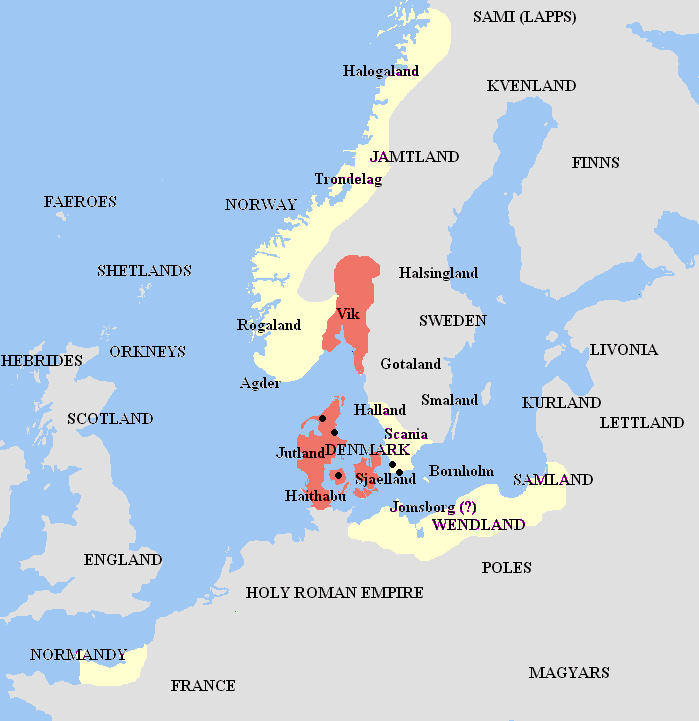
I domini di Aroldo Dente Azzurro (in rosso) e dei suoi vassalli e alleati (in giallo), come descritti nell'Heimskringla, nell'Knýtlinga saga e in altre fonti medievali

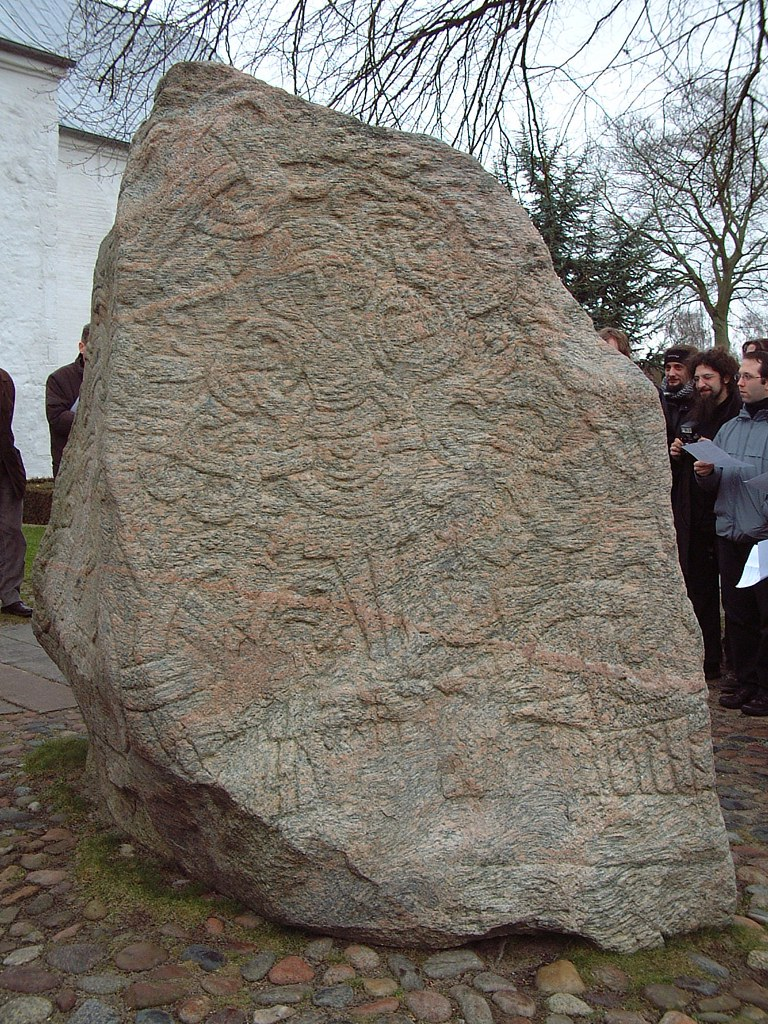
La figura di Cristo nella pietra runica fatta incidere da Aroldo Dente Azzurro

Harald nasce attorno al 911 e viene educato dalla madre Thyra, che era vicina alla morale cristiana. Harald, nel momento in cui divenne re, si applicò con entusiasmo alla ricostruzione delle chiese cristiane che suo padre aveva in precedenza saccheggiato e distrutto.
Re Harald capì ben presto la necessità di unificare il suo regno dal punto di vista religioso, così da costituire uno sfondo comune sul quale costruire l'unità politica (sempre in termini lontani dalle nostre concezioni attuali) della Danimarca, nonché per far fronte alle continue minacce provenienti dai vari regni tedeschi. La conversione alla fede cristiana durò 25 anni, e nel 960 la Danimarca si presentava al mondo come un paese cristiano, anche se il battesimo della popolazione fu compiuto soltanto in tutto il decennio successivo. Come già detto, questo atto di fede si deve leggere anche in chiave politica: la conversione personale del re fu curata dall'arcidiocesi di Amburgo-Brema; questo consolidò ancor più, sul piano internazionale, l'affermazione di una nazione danese libera dall'ingerenza tedesca.
Egli fu contattato da Wichmann II il Giovane per una proposta di alleanza contro la Sassonia, ma la cosa venne scoperta da un mercante, e questo rese pubblica la tentata alleanza.
Re Harald quindi fece potenziare i Danevirke, una catena di fortezze che difendevano i confini con le terre tedesche, e successivamente conquistò la Norvegia, spronato dalla sorella, Gunnhild di Norvegia (sposata a Erik "il Sanguinario"). Il re continuò poi la sua politica espansiva nei territori dell'Anglia orientale e della Northumbria, quest'ultima già sotto il controllo di Erik il Sanguinario.
Sconfitto, nel 986 circa, dal suo stesso figlio Sven "Barbaforcuta" (Sven Tveskägg), il quale da anni congiurava contro di lui, Harald riuscì a fuggire in Pomerania e morì poco dopo, nel 987.
La sua politica aggressiva fu portata avanti dal figlio e dal nipote, Canuto il Grande, unico re a capo del Grande impero del Mar del Nord, comprendente Inghilterra, Danimarca, Norvegia e parte della Svezia.
Una delle eredità più importanti lasciateci da questo monarca è una grande pietra runica fatta erigere a memoria dei propri genitori, rimasta intatta fino ai giorni nostri, e che è divenuta una delle più importanti reliquie cristiane dello Jutland del Nord. Tale megalite contiene le seguenti parole, scritte in caratteri runici:
Queste parole segnano la prima occasione in cui nella storia viene citata la Danimarca quale entità politica.
Nell'aprile 2018 sono stati ritrovati vicino Schaprode, sull'isola di Rügen, in Germania, diverse monete e gioielli riconducibili ad Aroldo I. Questo tesoro non è la prima scoperta archeologica di epoca vichinga riconducibile a re Harald. Già nel secolo XIX, nel 1872 e successivamente nel 1874, alcuni pescatori trovarono sull'isola di Hiddensee sedici gioielli (fibbie, bracciali, ciondoli, anelli, ecc. del peso totale di circa 600 grammi di oro), datati dagli archeologi intorno alla seconda metà del X secolo d.C., la cui fattura, sia per lo stile sia per la tecnica esecutiva, ha fatto ritenere che dovevano essere stati realizzati in un laboratorio di oreficeria dello Jutland, proprio sotto il regno di Harald "Dente Blu". Il tesoro, detto "Goldschmuck von Hiddensee", conservato nel Kulturhistorisches Museum di Stralsund, rappresenta il più importante ritrovamento di questo genere in Germania, e insieme una delle migliori testimonianze dell'eccellenza che l'arte orafa vichinga aveva raggiunto in quell'epoca.

## Culto
Per la sua opera di diffusione del cristianesimo in Danimarca Aroldo venne considerato santo dalla Chiesa cattolica. In particolare il Baronio lo introdusse nel Martirologio Romano al 1º novembre.

## Eredità storica
Dal nome Harald Blåtand (Harold Bluetooth in inglese) deriva il nome dello standard Bluetooth utilizzato per mettere in comunicazione telefoni cellulari, computer e tablet. L'azienda svedese Ericsson ha voluto riferirsi alla particolare abilità diplomatica del re che unì gli scandinavi introducendo nella regione il cristianesimo. Gli inventori della tecnologia devono aver ritenuto che fosse un nome adatto per un protocollo capace di mettere in comunicazione dispositivi diversi (così come il re unì i popoli della penisola scandinava con la religione).
Il logo della tecnologia unisce infatti le rune nordiche  (Hagall) e  (Berkanan), analoghe alle moderne H e B. È probabile anche che l'Harald Blåtand a cui si deve l'ispirazione sia quello ritratto nel libro The Long Ships di Frans Gunnar Bengtsson, un best seller svedese ispirato alla storia vichinga.

## Ascendenza
La genealogia fino a Harthacnut è supportata dal Gesta Hammaburgensis ecclesiae pontificum di Adamo da Brema,  considerata attendibile, mentre tutti gli ascendenti di Harthacnut sono menzionati solo in saghe nordiche, con seri problemi di affidabilità e, peraltro, con alcune divergenze.
|                         |   |                         | Genitori                  |  |  | Nonni |  |  | Bisnonni                      |  |  | Trisnonni         |  |
|                         |   |                         |                           |  |  |       |  |  | Sigurd Serpente nell'Occhio ? |  |  | Ragnarr Loðbrók ? |  |
|                         |   |                         |                           |  |  |       |  |  | Sigurd Serpente nell'Occhio ? |  |  | Ragnarr Loðbrók ? |  |
|                         |   | Aslaug Sigurdsdóttir ?  |                           |  |  |       |  |  | Sigurd Serpente nell'Occhio ? |  |  |                   |  |
| Harthacnut di Danimarca |   |                         |                           |  |  |       |  |  | Sigurd Serpente nell'Occhio ? |  |  |                   |  |
|                         |   | Blaeja di Northumbria ? | Aelle II di Northumbria ? |  |  |       |  |  |                               |  |  |                   |  |
|                         |   | Blaeja di Northumbria ? | Aelle II di Northumbria ? |  |  |       |  |  |                               |  |  |                   |  |
|                         |   | Blaeja di Northumbria ? | …                         |  |  |       |  |  |                               |  |  |                   |  |
| Gorm il Vecchio         |   | Blaeja di Northumbria ? |                           |  |  |       |  |  |                               |  |  |                   |  |
|                         |   | …                       | …                         |  |  |       |  |  |                               |  |  |                   |  |
|                         |   | …                       | …                         |  |  |       |  |  |                               |  |  |                   |  |
|                         |   | …                       | …                         |  |  |       |  |  |                               |  |  |                   |  |
| …                       |   | …                       |                           |  |  |       |  |  |                               |  |  |                   |  |
|                         |   | …                       | …                         |  |  |       |  |  |                               |  |  |                   |  |
|                         |   | …                       | …                         |  |  |       |  |  |                               |  |  |                   |  |
|                         |   | …                       | …                         |  |  |       |  |  |                               |  |  |                   |  |
| Aroldo I di Danimarca   |   | …                       |                           |  |  |       |  |  |                               |  |  |                   |  |
|                         | … | …                       |                           |  |  |       |  |  |                               |  |  |                   |  |
|                         | … | …                       |                           |  |  |       |  |  |                               |  |  |                   |  |
|                         | … | …                       |                           |  |  |       |  |  |                               |  |  |                   |  |
| …                       | … |                         |                           |  |  |       |  |  |                               |  |  |                   |  |
|                         |   | …                       | …                         |  |  |       |  |  |                               |  |  |                   |  |
|                         |   | …                       | …                         |  |  |       |  |  |                               |  |  |                   |  |
|                         |   | …                       | …                         |  |  |       |  |  |                               |  |  |                   |  |
| Thyra                   |   | …                       |                           |  |  |       |  |  |                               |  |  |                   |  |
|                         |   | …                       | …                         |  |  |       |  |  |                               |  |  |                   |  |
|                         |   | …                       | …                         |  |  |       |  |  |                               |  |  |                   |  |
|                         |   | …                       | …                         |  |  |       |  |  |                               |  |  |                   |  |
| …                       |   | …                       |                           |  |  |       |  |  |                               |  |  |                   |  |
|                         |   | …                       | …                         |  |  |       |  |  |                               |  |  |                   |  |
|                         |   | …                       | …                         |  |  |       |  |  |                               |  |  |                   |  |
|                         |   | …                       | …                         |  |  |       |  |  |                               |  |  |                   |  |
|                         |   | …                       |                           |  |  |       |  |  |                               |  |  |                   |  |